# فارة
فارة، قرية فلسطينية تقع في شمال مدينة صفد وتبعد عنها 13 كيلومترا، في ظاهر قرية صلحا الجنوبي، على بعد كيلومترين من الحدود اللبنانية. قد يكون اسمها تحريفاً لكلمة (بيرا) الآراميّة بمعنى معصرة العنب. أو بمعنى مغاور وحظائر، بالسريانية. وقد بلغ عدد سكانها سنة 1945 الـ330 نسمة. هُجّر سكانها وهُدمت في حرب عام 1948.

## معلومات عامة
كانت القرية تقع على تل صخري يرتفع 665 مترا عن سطح البحر. ويواجه الجنوب الشرقي ويشرف على وادي فارة الذي يرفد وادي الحنداج. يربطها طريقان محلّيان بمدينة صفد. في عام 1596 كانت فارة قرية في ناحية جيرة (لواء صفد) وعدد سكانها 281 نسمة، وكانت تؤدي الضرائب على عدد من الغلال كالقمح والشعير و الزيتون، بالإضافة إلى عناصر أخرى من الإنتاج والمستغلات كالماعز وخلايا النحل وكروم العنب ومعصرة كانت تستعمل لعصر الزيتون أو العنب في أواخر القرن التاسع عشر كانت الفارة تقع عند أسفل تل كبير وعدد سكانها 100 نسمة، وبلغ عدد سكانها الـ 217 نسمة في عام 1922، و229 نسمة في عام 1931، و330 نسمة في عام 1945.
وكانت منازلها مبنية بحجارة البازلت والطين وكانت القرية على شكل مستطيل مع تمحور الضلعين الأطولين في اتجاه شمالي شرقي منها. وكان سكان فارة كلهم من المسلمين، يكسبون رزقهم من تربية المواشي ومن الزراعة، وكانت الحبوب أهم غلالها لكلنهم كانوا يعنون أيضاً بالأشجار المثمرة، وكانت بساتينهم تقع في غرب القرية وجنوبها الغربي. في سنة 1944، كان ما مجموعه 3738 دونما مخصصاً للحبوب و 173 دونما مروياً أو مستخدماً للبساتين. وفي موسم 1942-1943 كان فيها 86 دونماً مزروعة زيتوناً منها 80 دونماً مثمرة.

## احتلال وتدمير القرية
احتلت القرية في 30 تشرين الثاني 1948 في ما يعرف في الرواية الصهيونية بعملية حيرام، وشُرّد سكانها وهدمت. وما يزال في موقع القرية اليوم بناء حجري واحد وبعض المصاطب الحجرية، وتكسو الموقع الحشائش والأشجار، وتقع على بعد كيلومتر واحد إلى الشمال منه مستعمرة يرؤون الصهيونية.

## وصلات خارجية
- فارة ترحب بكم